# 葉山浩樹
葉山 浩樹（はやま ひろき）は、フジテレビジョン事業局事業部　部長職

## 経歴
1996年にフジテレビジョン入社。父は藤沢市長、衆議院議員をつとめた葉山峻。2010年途中から葉山裕記名義で作品を手がける。時代劇、医療ドラマ、2時間サスペンス、コメディなど、幅広く活躍。
2010年頃からテレビドラマ演出家兼編成制作局ドラマ制作センター主任に昇格している。
2016年6月28日付で制作局第1制作センターに改称。
2017年7月1日付で編成局制作センター第1制作室に改称。
2018年1月1日付で編成局制作センター第2製作室に異動。もしもツアーズ、ネタパレ、バイキングMOREでディレクターを担当。
2021年7月1日付編成制作局コンテンツ事業センターコンテンツ事業部に異動。コンテンツ制作を担当し、主にドラマのプロデュースを担当。
2022年7月1日付で事業局事業部に異動。ミュージカルや舞台のプロデュース業務を担当。

## テレビドラマ

### 企画
- ショジョ恋（2023年）

### プロデュース
- 恋と友情のあいだで（2022年）

### 演出
- フジテレビヤングシナリオ大賞オカンは宇宙を支配する（2002年）
- あなたの隣に誰かいる（2003年）
- はたち〜1983年に生まれて〜（2004年）
- 産隆大學應援團（2005年）
- 離婚弁護士II〜ハンサムウーマン〜（2005年）
- 彼氏宣誓!（2005年）
- 大奥〜華の乱〜（2005年）
- トップキャスター（2006年）
- ハマの静香は事件がお好き4（2006年）
- スティング松岡 危機一髪!（2006年）
- 大奥スペシャル〜もうひとつの物語〜（2006年）
- わたしたちの教科書（2007年）
- 山おんな壁おんな（2007年）
- 医龍-Team Medical Dragon-2（2007年）
- 薔薇のない花屋（2008年）
- ハマの静香は事件がお好き5（2008年）
- コード・ブルー -ドクターヘリ緊急救命-（2008年）
- 血液型別 オンナが結婚する方法♪A型B型（2009年）
- 婚カツ!（2009年）
- 任侠ヘルパー（2009年）
- ハマの静香は事件がお好き6（2009年）
- コード・ブルー -ドクターヘリ緊急救命- Second Season（2010年）
- 赤い霊柩車26黒い同窓会（2010年）※葉山裕記名義
- 医龍-Team Medical Dragon-3（2010年）※葉山裕記名義
- 大切なことはすべて君が教えてくれた（2011年）※葉山裕記名義
- 悪女たちのメス（2011年）
- スイッチガール!!（2011年、フジテレビTWO）
- 主に泣いてます（2012年）※葉山裕記名義
- 女秘匿捜査官 原麻希 アゲハ（2012年）※葉山裕記名義
- ラストホープ（2013年）※葉山裕記名義
- Oh,My Dad!!（2013年）※葉山裕記名義
- 僕のいた時間（2014年）※葉山裕記名義
- 浅見光彦シリーズ52 神苦楽島（2015年）※葉山裕記名義
- アンダーウェア（2015年、Netflix）※葉山浩樹名義
- ナオミとカナコ（2016年）※葉山浩樹名義
- カインとアベル（2016年）※葉山浩樹名義
- コード・ブルー -ドクターヘリ緊急救命- Third Season（2017年）

### 演出補
- 眠れる森（1998年）
- 美少女Hスペシャル（1998年）
- リップスティック（1999年）
- 二千年の恋（2000年）
- 白線流し〜旅立ちの詩〜（2001年）
- スチュワーデス刑事6（2002年）
- 姫さま事件帖2（2002年）
- 陰陽師☆安倍晴明（2002年）
- 怪談百物語2・3（2002年）
- 大奥 明治篇（2003年）
- あなたの隣に誰かいる（2003年）
- 大奥 スペシャル 桜散る（2004年）
- 大奥〜第一章〜（2004年）
- 海峡を渡るバイオリン（2004年）
- 東京ミチカ（2005年）
- 産隆大學應援團（2005年）
- 離婚弁護士II〜ハンサムウーマン〜（2005年）

## テレビバラエティ

### ディレクター
- もしもツアーズ（2018年）
- ネタパレ（2019年）
- バイキングMORE（2020年9月 - 2021年3月）